# ダイアナ妃の死
ダイアナ妃の死（ダイアナひのし）では、ウェールズ公妃ダイアナが1997年8月31日に死去した経緯、および死に伴って起きた出来事について記述する。

## 概要
1997年8月31日未明、ウェールズ公妃ダイアナ（ダイアナ元妃）が乗車するメルセデス・ベンツ・W140（Sクラス）が、フランスのパリにあるアルマ橋トンネルで衝突事故を起こした。この事故でダイアナとエジプトの大富豪の息子であるドディ・アルファイド、運転していたアンリ・ポールの3名が死亡し、ボディーガードのトレヴァー・リース・ジョーンズが重傷を負った。
一部のメディアは、BBCが報じたように、車を追っていたパパラッチの不適切な行動が事故の一因となったと主張した。1999年、フランスの調査でアルコールに酔い、さらに処方薬の影響下で高速で車両の制御を失ったポールが、事故の唯一の原因であることがわかった。彼はオテルリッツのセキュリティ副責任者であり、ホテルの外でダイアナとアルファイドを待っているパパラッチを先に追いかけていた。彼の血中の抗うつ薬と抗精神病薬は、ポールの酩酊を悪化させた可能性がある。一部のメディア報道によると、リース・ジョーンズはシートベルトを着用していたため生き残ったが、他の調査では、乗員は誰もシートベルトを着用していなかったことが明らかになった。
ダイアナの死はイギリスをはじめとした世界各国に悲しみをもたらし、葬儀は2億5000万人が目にした。王室は、ダイアナの死に対する反応についてマスコミで批判された。ダイアナに対する公共の関心は高いままであり、彼女の死は定期的に報道され続けている。

## 状況

### 事故前

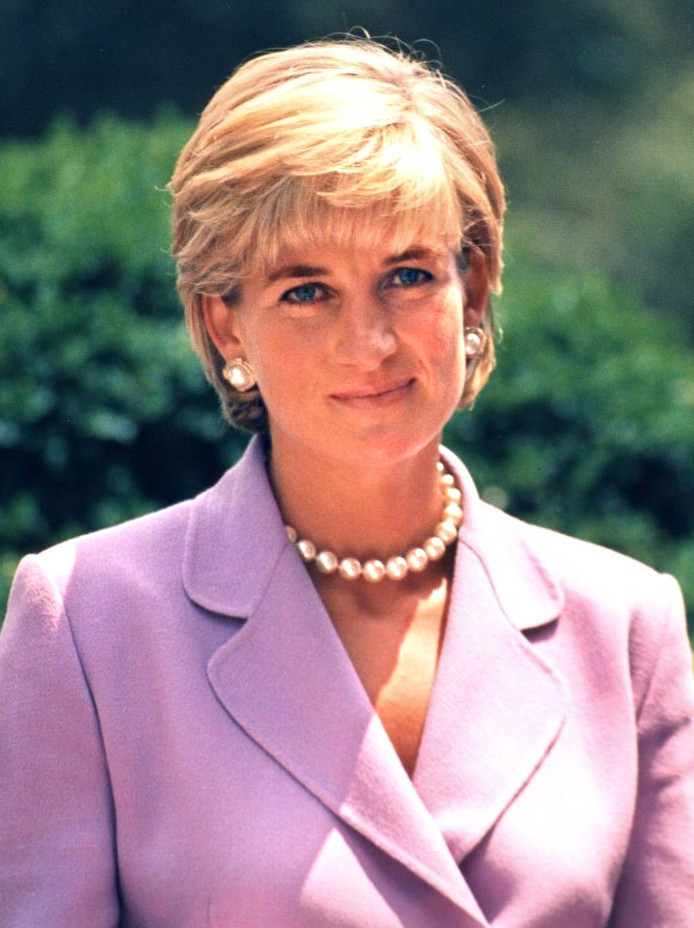
ダイアナ（1997年6月）

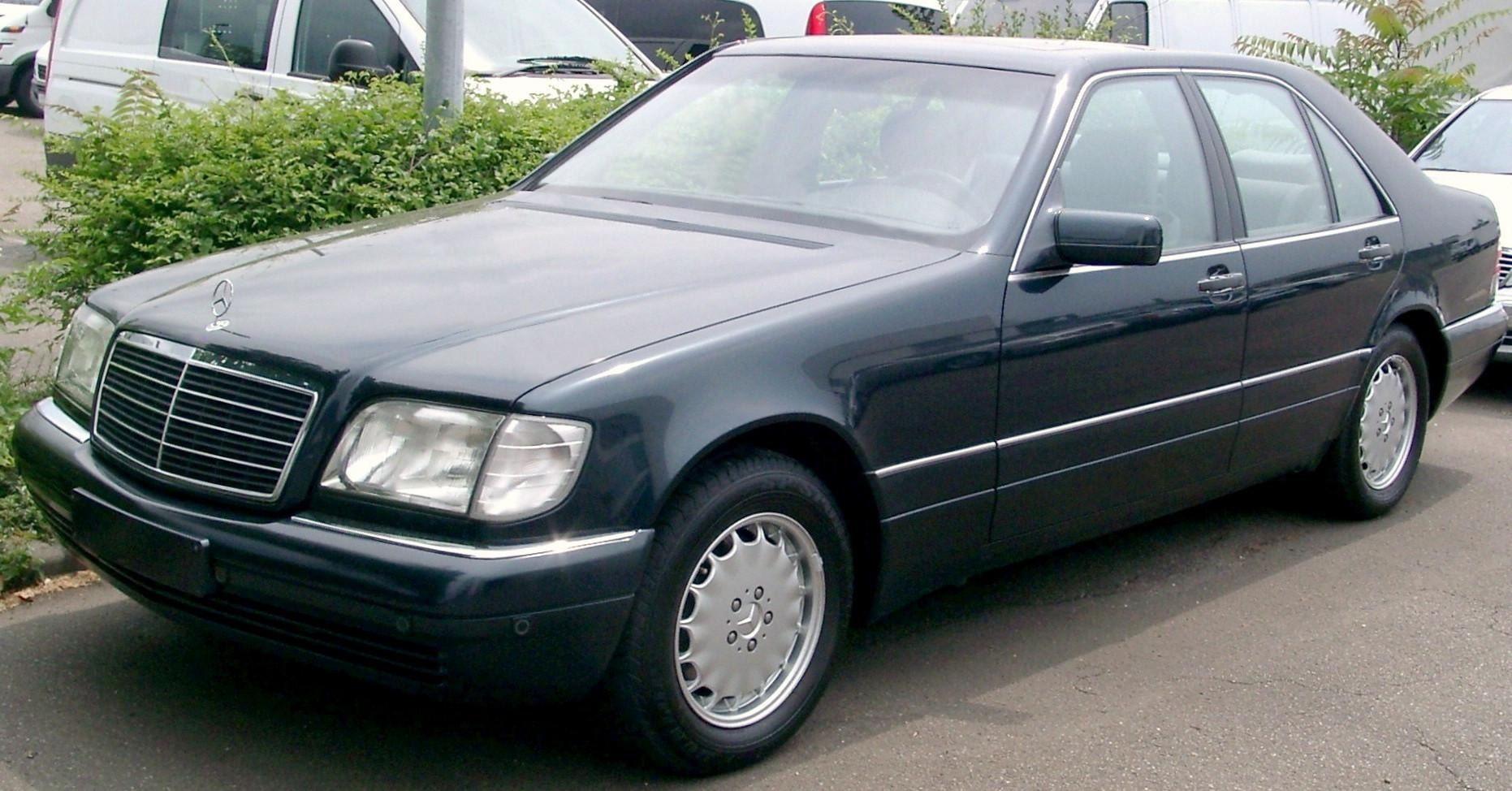
事故車両と同型のメルセデス・ベンツ・W140（Sクラス）

1997年8月30日、ダイアナはサルデーニャをプライベートジェットで出発し、ビジネスマンのモハメド・アルファイドの息子であるエジプトの映画プロデューサー、ドディ・アルファイドとともにパリに到着した。2人はコート・ダジュールとリグーリア海岸でモハメドのヨットに乗って9日間を過ごし、ロンドンに向かう途中で一晩パリに滞在する予定であった。モハメドはオテル・リッツ・パリのオーナーであり、シャンゼリゼ通りのすぐそばにあるアルセーヌフセ通りのアパートに住んでいた。
リッツのセキュリティ副責任者であるアンリ・ポールは、パパラッチを回避するため、メルセデス・ベンツ・W140（Sクラス）を運転するように指示されていた。おとりの車がヴァンドーム広場の正面から最初にリッツを出発し、多くの写真家を魅了した。その後、ダイアナとアルファイドはホテルの前で30人近くのパパラッチが待っているのを避けるためホテルの裏口からカンボン通りを出発し、中央ヨーロッパ夏時間8月31日0時20分（UTC 8月30日22時20分）にアルセーヌ通りのアパートに向かった。ダイアナとアルファイドは後部座席に乗っていた。アルファイド家の個人保護チームのメンバーであるトレヴァー・リース・ジョーンズは助手席にいた。乗員はシートベルトを着用していなかった。カンボン通りを出て、コンコルド広場を渡った後、車はセーヌ川の右岸に沿った堤防道路に沿ってプラセデル・アルマ地下道に向かった。伝記作家のアンドリュー・モートンによると、ポールは、事故の前に飲酒運転の基準を3倍を超えて飲酒しており、複数の薬物を服用していたという。

### 事故
ポールが運転するW140は、アルマ橋地下道の入り口で他車と接触してコントロールを失い、右側の壁に衝突したはずみで進路が左側にそれ、分離帯の柱に正面から衝突した。車は推定105km/hで走行しており、トンネルの制限速度である50km/hの2倍以上の速度であった。その後、回転してトンネルの石垣を後方に叩き、停止した。これを防ぐためのガードレールは柱の間になかったため、衝撃は特に車両の前半分に大きな損傷を引き起こした 。事故直後に到着した目撃者は、煙を報告した。目撃者はまた、オートバイのパパラッチが「トンネルに入る前にメルセデスセダンを襲った」と報告した。

### 余波

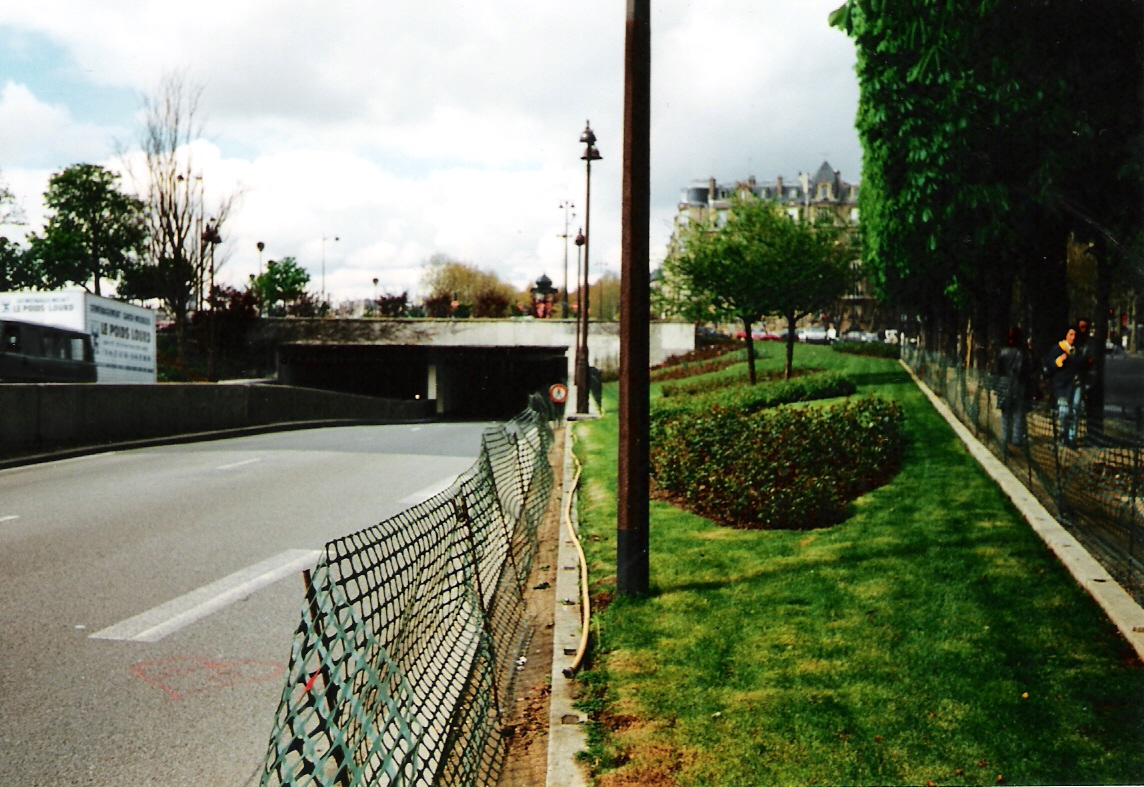
ダイアナが致命傷を負った場所であるアルマ橋への入り口(1998年)

4人の乗員がまだ車の中にいる状態で、ゆっくりと運転していて、メルセデスの少し後ろにいたパパラッチが現場に到着した。急いで助けに駆けつけ、ドアを開けて犠牲者を助けようとした人もいれば、写真を撮った人もいた。目撃者によると、警察は事故から約10分後の0時30分に現場に到着し 、救急車は5分後に現場に到着した。フランス・アンフォは、1人の写真家が現場に恐怖を感じた目撃者に殴打されたと報告した。写真家のうち5人が殺人罪と緊急援助義務違反の容疑でその場で逮捕された。その後、他の2人が拘束され、約20本のフィルムがパパラッチから押収された。その後、警察も車両を押収した。犠牲者を救助するために消防士も現場に到着した。
リース・ジョーンズはまだ意識があり、複数の深刻な顔面の怪我と頭の挫傷に苦しんでいた。助手席のエアバッグは正常に機能していた。右後部座席に座っていたダイアナもまだ意識があった。重傷を負ったダイアナは、「なんてことだ」と繰り返しつぶやき、パパラッチが警察に押しのけられた後、「私を放っておいて」と言った。 2007年6月、チャンネル4のドキュメンタリー「Diana：The Witnesses in the Tunnel」は、ダイアナに最初に触れたのは非番の医師であるフレデリック・マイリーズであり、現場に偶然居合わせたと主張した。 マイリーズは、ダイアナには目に見える怪我はなかったが、ショックを受けたと報告した。1時に車から降ろされた後、彼女は心停止になり、外部の心肺蘇生法に続いて、彼女の心臓は再び鼓動し始めた。ダイアナは1時18分に救急車に乗せられ、1時41分に現場を離れ、2時6分にピティエサルペトリエール病院に到着した。
アルファイドは左後部座席に座っていたが、その後まもなく死亡したと宣告された。ポールもすぐに死亡したと宣言された。どちらも、病院ではなく、パリの遺体安置所であるインスティテュートメディコレガル（IML）に直接運ばれた。ポールは後に、血中アルコール濃度が血液1リットルあたり1.75グラムであることが判明した。これはフランスの飲酒運転の基準の約3.5倍にあたる（カナダ、イギリス、およびアメリカの基準も同様）。
彼女の命を救おうとしたにもかかわらず、ダイアナの負傷は広範囲に及び、内部心臓マッサージを含む蘇生の試みは失敗した。彼女の心臓は胸の右側に移動し、肺静脈と心膜を引き裂いた。ダイアナは4時頃に病院で死亡が確認された。麻酔科医のブルーノ・リウは、病院で開催された記者会見で6時に彼女の死を発表した。
その朝、首相のリオネル・ジョスパンと内務大臣のジャン＝ピエール・シュヴェーヌマンが病院を訪れた。17:00頃、ダイアナの元夫であるチャールズ王太子、そして彼女の2人の姉、セーラ・マッコーデールとジェーン・フェローズがパリに到着した。グループは大統領のジャック・シラクと一緒に病院を訪れ、彼女の命を救おうとした医師たちに感謝した。チャールズ皇太子は同日遅くにダイアナの遺体を英国に連れ帰った。彼らはRAFノースホルトに上陸し、アーミンの境界線で王室のデザインで覆われた彼女の棺を霊柩車に移した。彼女の遺体は最終的にロンドンのハマースミスアンドフラムの遺体安置所に運ばれ、その日のうちに検査を受けた。
初期のメディア報道によると、ダイアナの車は190 km/hで柱に衝突した。後に、衝突時の車の速度は95 - 110 km/hであることが発表された。制限速度50 km/hの約2倍の速さであった。1999年、フランスの調査では、メルセデスがトンネル内で別の車両（白いフィアット・ウーノ）と接触したと結論付けられた。多くの人が運転手はル・ヴァン・タンであると信じていたが、フィアットの運転手は決して追跡されなかった。車両も特定されなかった。
英国の外務大臣であるロビン・クックは、事故がパパラッチに捕らえられたことによって引き起こされたとしたら、それは「二重に悲劇的」であると述べた。ダイアナの弟であるスペンサー伯爵も、彼女の死をタブロイドメディアのせいにした。18か月にわたるフランスの司法調査は、1999年に、酔っ払っている間に高速で制御を失ったポールが事故を引き起こしたと結論付けた。

## 追悼
セント・ジェームズ宮殿で追悼文書に署名する一般の人々が招待された。 追悼文書は米国の英国大使館によって作成された。モハメド・アルファイドが所有するハロッズデパートの11,000個の電球の灯りは消され、葬式が終わるまで再びオンにされなかった。夜通し、女性の王立ボランティアサービスと救世軍のメンバーは、モールに沿って列を作っている人々をサポートした。彼女のロンドンの住居であるケンジントン宮殿には100万個以上の花束が残されていたが 、彼女の家族の邸宅であるアルソープでは、一般の人々は花の持ち込みをやめるよう求められた。
9月10日までに、ケンジントン・ガーデンズの外の花の山は5フィート (1.5 m)になった。ところどころ最下層が堆肥化し始めていた。人々は静かで、本に署名して贈り物を残すために列を作った。その後、生花、テディベア、シャンパンのボトルが寄贈され、病人、高齢者、子供たちに配布された。カード、個人的なメッセージ、詩が集められ、ダイアナの家族に渡された。

## 葬儀と埋葬
ダイアナは1996年にチャールズ皇太子と離婚した後、殿下の地位を失っていたため、ダイアナが王室葬を受けられるかどうかは不明であった。
9月6日にウェストミンスター寺院で行われたダイアナ妃の葬儀には、ロンドンに約300万人の見物人が集まった。修道院の外とハイド・パークでは、ダイアナが後援していた多くの慈善団体の代表者を含め、ゲストが提出したときに、群衆が大きな屋外スクリーンとスピーカーで議事録を見たり聞いたりした。出席者には、米国のファーストレディであるヒラリー・クリントンとフランスのファーストレディであるベルナ・デットチラック、そしてイタリアのテノールルチアーノ・パヴァロッティとダイアナの2人の友人、ジョージ・マイケルとエルトン・ジョンを含むセレブが含まれていた。ジョンは、「さようならイングランドのバラ」または「キャンドル・イン・ザ・ウィンド1997」として知られる、彼女に捧げられた彼の曲「キャンドル・イン・ザ・ウインド」の書き直しバージョンを演奏した。シングルは1950年代に英国のシングルチャートが始まって以来、最も売れたシングルになり、総売上高は3,300万ユニットを超えた。ゲストがスペンサー伯爵の演説を称賛したとき、議定書は無視された。スペンサー伯爵はマスコミを強く批判し、王室の彼女の扱いについて批判した。英国内で3,150万人の視聴者が見たと推定されている。式典は200カ国、44言語で放送された。
式典の終了後、ダイアナの棺はデイムラーの霊柩車でアルソープに移された。会葬者は葬列のほぼ全長にわたって花を咲かせ、車が通過する間、車はM1高速道路の反対側の車道に停車した。
プライベートセレモニーで、ダイアナはアルソープのプレジャーガーデンの一部であるオーバルと呼ばれる湖の真ん中にある島に埋葬された。彼女は棺桶の中で、黒いキャサリン・ウォーカーのドレスと黒いタイツを着て、手にロザリオを持っていた。ロザリオは、葬式の前日に亡くなったダイアナの知人であるカルカッタのマザー・テレサからの贈り物であった。ビジターセンターは夏の間オープンしており、ダイアナに関する展示や湖の散歩が楽しめ、すべての利益はダイアナ記念基金に寄付される。

## 反応

### イギリス王室

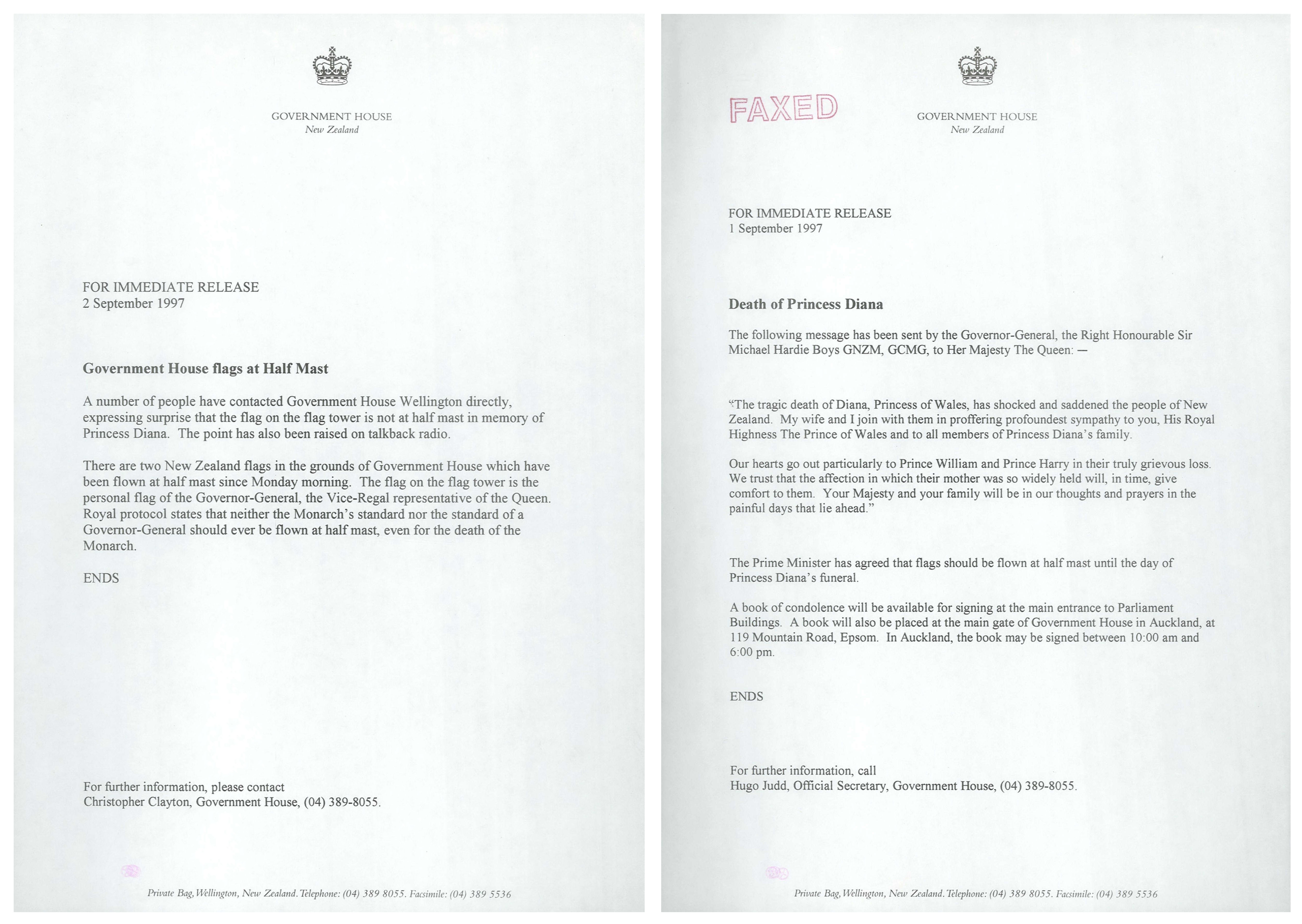
ダイアナの死に関するニュージーランド政府による公式通信

エリザベス2世女王は、ダイアナの死に落胆を表明した。チャールズ王子は夜明け前に息子たちを起こして知らせを伝えた。死が発表されると、王室のウェブサイトは一時的にすべてのコンテンツが削除され、黒い背景に置き換えられ、ダイアナの名前と生年月日を添えたダイアナの写真を表示した。オンラインの哀悼の本もウェブサイトで公開され、一般の人々が個人的な賛辞を投稿できるようになった。ダイアナの死後の日曜日の朝、女王、チャールズ王子、ウィリアム王子、ハリー王子は全員、バルモラル城近くのクラシーカークで教会の礼拝に参加した。王室は後に声明を発表し、チャールズ、ウィリアム、ハリーは国民の支持に「力を入れ」、「深く感動し」、「非常に感謝している」と述べた。アンドリュー王子とエドワード王子は、国民の気分をテストするための予防措置としてケンジントン宮殿の外で会葬者に会い 、エドワードは芳名帳に署名するためにセントジェームズ宮殿を訪れた。クラシーカークからバルモラルに向かう途中で、女王、フィリップ王配、チャールズ、ウィリアム、ハリーは、大衆が残した花の賛辞とメッセージを見た。
チャールズと息子たちは、9月5日金曜日にロンドンに戻った。彼らは、ケンジントン宮殿の外に残された献花を見るために予告なしに訪問した。バルモラルからロンドンに戻った女王は、フィリップ王配、皇太后、マーガレット王女を伴って、テレビ放送に同意した。彼女はバッキンガム宮殿の前で献花を見、ダイアナ妃の遺体が安置されているセント・ジェームズ宮殿のチャペル・ロイヤルを訪れ、弔問の記帳をする列に並んでいた群衆の前に姿をあらわした。ダイアナの兄弟であるスペンサー伯爵と彼女の元義理の妹であるヨーク公爵夫人セーラもセント ジェームズ宮殿を訪れた。
王室は儀礼に厳格であると批判され、ダイアナの喪失を悲しんでいる息子たちのプライバシーを守るための努力は、思いやりに欠如していると解釈された。特に、バッキンガム宮殿が王室の規則に基づき、半旗の掲揚を拒否したことは、新聞の見出しに怒りを招いた。宮殿のスタンスは、王室儀礼の一つであった。王立旗は、女王が居住しているときにのみ掲揚される決まりで、女王がスコットランドにいたため、バッキンガム宮殿に掲揚することは、できなかった。国王旗は主権者の旗であるため半旗で掲揚されることはない（新しい君主が前任者のすぐ後を継ぐため、君主制に空位や空席が生じることがない）。最終的に、妥協として、女王が葬儀の日にウェストミンスター寺院に向けて出発したとき、イギリスの国旗が半旗で揚げられた。これは先例となり、バッキンガム宮殿はその後、女王が居住していないときにも国旗を掲げている。
メディアでは、チャールズ皇太子と女王の私設秘書でダイアナの義理の兄弟であるロバート・フェローズとの間で、公的な葬儀を望むチャールズに対してフェローズは私的な葬儀とする女王の考えを支持しているという不和が報じられた。王宮はその後、そのような噂を否定する声明を発表した。スペンサー家や英国王室とも、ダイアナのHRHスタイルを死後に復元する必要があるかどうかについて話し合いが行われたが、ダイアナの家族はダイアナの希望に反すると判断し、正式な申し出はしなかった。バッキンガム宮殿の葬儀委員会は、ウィリアムとハリーが母親の葬式でより大きな役割を果たすことを望んでいたが、伝えられるところによると、「彼らは母親を亡くしたばかりです。あたかも商品であるかのように話している」。ハリー王子は2017年に、母親の死が深刻なうつ病と悲しみを引き起こしたと語った。ダイアナが亡くなったとき、ウィリアムは15歳、ハリーは12歳であった。

### 政治家
英国首相のトニー・ブレアは、「王女の死に打ちのめされた」と語った。アメリカ合衆国大統領のビル・クリントンは、妻のヒラリー・クリントンが訃報を知ったとき、「深く悲しんでいる」と語った。国際連合事務総長のコフィー・アナンは、彼女の死は「世界中の苦しんでいる子供たちの生活を改善するための一貫した献身的な声を世界から奪った」と述べた。オーストラリアでは、ティム・フィッシャー副首相が、パパラッチがダイアナ妃を熱狂的に報道したことを非難した。ロシア連邦大統領のボリス・エリツィンは、声明の中でダイアナ妃の慈善活動を称賛し、「英国だけでなく、ダイアナ妃が慈善活動に多大な貢献をしたことは誰もが知っている」と述べた。お悔やみのメッセージを送った政治家の中には、オーストラリア首相のジョン・ハワード、南アフリカ共和国大統領のネルソン・マンデラ、カナダ首相のジャン・クレティエン、ニュージーランド首相のジム・ボルジャー、イスラエル首相のベンヤミン・ネタニヤフがいた。オーストラリア下院とニュージーランド下院も悔やみの議会動議を可決した。カナダ政府および国内の個々の州は、国会議事堂にオンラインおよび対面で哀悼の意を表する帳簿を設置し、全国各地で追悼式が行われた。
彼女の死後、オスロで開催された地雷禁止の国際会議に出席した代表者たちは、爆発物禁止の熱心な運動家だったダイアナに敬意を表した。対人地雷の使用を国際的に禁止するオタワ条約は、1997年9月にオスロで採択され、1997年12月3日にオタワで 122 の州によって署名された。ダイアナの地雷問題への取り組みは、条約の調印に影響を与えたと言われている。

### 公衆
ロンドンでは、彼女の死のニュースの後、何千人もの人々が花束を持ってバッキンガム宮殿の外に立った。ニュースが共有されてから 1 時間以内に、人々は花を持ち始めた。BBCは半旗を揚げたラジオとテレビの両方が、王室のメンバーの死の先例と同様に、ダイアナの死に応えて、英国国歌「 ゴッド・セーブ・ザ・クイーン 」を放送した。彼女の死を記念して、テッド・ヒューズによって『エレジー』が出版された。英国のスポーツイベントは、スコットランドのワールドカップ予選の再スケジュールへの対応が遅れたため、スコットランドのサッカー協会の最高経営責任者が辞任するよう要求され、再編成された。
アメリカの人々は彼女の死にショックを受けた。サンフランシスコでは、9月5日に約 14,000 人が行列で市内を行進し、ダイアナに敬意を表して、彼女のエイズ患者のための活動を称えた。ロサンゼルスでは、2,500人以上の人々が野球場をろうそくの灯る祭壇に変え、エイズ組織が用意した追悼式をおこなった。パリでは、何千人もの人々が事故現場とダイアナが亡くなった病院を訪れ、花束、ろうそく、メッセージを残した。人々は花を持ってきて、ホテル・リッツを訪れようとした。葬儀の前夜、パリの英国人コミュニティの 300人のメンバーが追悼式に参加した。アンゴラとボスニアの地雷被害者も、ダイアナに別のサービスを提供し、彼女の努力が地雷による被害についての意識を高めるのにどのように役立ったかを指摘した。ボスニアでは、地雷の生存者で、わずか3週間前にダイアナに会ったばかりだったヤスミンコ・ビェリッチは、「彼女は私たちの友達でした」と発言した。ドディ・アルファイドの故郷であるエジプトでは、人々がカイロの英国大使館を訪れ、追悼の意を表し、弔意書に署名した。彼女の死後、俳優や歌手を含む多くの有名人がパパラッチを非難し、彼らの無謀な行動を非難した。
亡くなる数か月前にダイアナに会ったマザー・テレサは、彼女の悲しみを表明し、ダイアナのための愛の宣教者会で祈りが行われた。ブラッドフォードデイビッド スミス司教とブラッドフォードモスク評議会は、キリスト教徒とムスリムのコミュニティによる祈りを捧げた。ジョナサン サックスは西マーブル アーチ シナゴーグでユダヤ人コミュニティによる祈りを導き、バジル・ヒューム枢機卿はウェストミンスター大聖堂で開催されたローマ・カトリックのレクイエム・ミサを主宰した。テレサは、ダイアナの葬式の前日の9月5日に死去した。
また、彼女の死を受けて、同年9月7日に開催されたF1イタリアグランプリでは、各チームが黙祷を捧げた。

#### 社会的および経済的影響
彼女の葬式から 4週間後、イングランドとウェールズの自殺率は 17%上昇し、故意の自傷行為は44.3% 増加した。研究者は、これは「同一化」効果によるものであると示唆されている。なぜなら、自殺者の最大の増加はダイアナに最も似た人々によるものだったからである。つまり、25歳から44歳の女性で、自殺率が45%以上増加した。別の調査によると、イギリス人の50%とアメリカ人の27%は、彼女の死によって、あたかも知っている人が亡くなったかのように深い影響を受けた。また、どちらの国でも、一般的に女性の方が男性よりも影響を受けやすいと結論付けられた。同じ研究は、ダイアナの「慈善活動」と「普通の人々と同一視する能力」が、彼女が人々から賞賛され、尊敬される主な要因の1つであることを示した。彼女の死後数週間で、カウンセリングサービスは、悲しみや苦痛のために助けを求めていた人々からの電話の数が増加したと報告した。
ダイアナの死は主に、すでに傷つきやすく、「精神的に問題を抱えていると認識されているが、建設的な調整を行ったように見える著名人」としてダイアナに共感できる人々に影響を与えた。別の研究では、ダイアナの死と葬儀は、「トラウマ研究文献で特定された従来のストレッサーと同一視される」心理的影響を伴うトラウマ的ストレッサーであると説明されている。彼女の葬儀の数日後、不適切な入院の増加が観察された一方で、外傷による入院の数は少なくとも 3 か月間減少しており、人々の運転習慣の変化の可能性を示している。彼女の死は、「警察への通報が 30%減少し、公序良俗違反が 28%減少した」ことにも関連していたが、うつ病や心的外傷の増加に対する効果にもかかわらず、エディンバラでの精神科の緊急事態の数に有意な増加は見られなかった。
ダイアナの国民的悲しみは経済的影響をもたらした。Center for Economics and Business Research (CEBR) は、その週の小売売上高が 1%減少したと推定している。ロンドン中心部の交通渋滞は、敬意を表するために人々が宮殿に行き、同様に生産性に悪影響を及ぼし、CEBR は企業に 200 ポンドの費用がかかると推定した。1997年第3四半期の国内総生産の 0.1% の総損失である。しかし、CEBR は、長期的には、観光と記念品の売り上げの増加によって相殺されると予想した。

#### 受け止め方
当時のダイアナの死に対する反応を「ヒステリック」で「不合理」だと批判する人もいた。1998年には、哲学者のアンソニー・オヒアは、追悼を「英国の感情化」、つまりイメージと現実がぼやけてしまうメディアに煽られた現象の決定的なポイントであると指摘した。 オアシスのバンドリーダーであるノエル・ギャラガーは、この反応に対して「女性は死んだ。うるさい。乗り越えろ」と発言した。これらの批判は墜落から 10周年を迎えたときに繰り返され、『ガーディアン』のジャーナリスト、ジョナサン フリードランドは次のように述べた。「私たちはそれについて考えるのがうんざりします。」 2010年、セオドア・ダルリンプルは、「王妃の死をそのような重大な出来事に変えるために必要だった感情は、自然発生的であり、メディアの誇張された注目によって生成されたものであり、したがって政治的目的に役立ち、それは本質的に不誠実であった。それは多くの感情そのものの背後にある不誠実さに匹敵する方法です。」と述べた。
ダイアナ妃の死後の反応は、クリストファー・ヒッチェンズの批判にさらされた。1998年のドキュメンタリー映画『ダイアナ妃、喪に服す』以前は、ダイアナがチャールズと別居・離婚し、ドディ・アルファイドと不倫した後、ダイアナと王政に対して極めて批判的であった。ヒッチェンスは、国民は非合理的な行動をとり、多くの人がなぜ喪に服すのかさえわかっていないように見えると主張した。彼はまた、ダイアナと王政に対する批判に対する検閲のレベルを精査したが、この点については誇張していると、『インデペンデント』の批評で非難された。映画『プライベート・アイ』は、ダイアナの死後、メディアと世間がダイアナに対する評価を批判から賛辞へと瞬時に切り替えたことを批判する「Media to Blame」というタイトルの表紙を掲載し、売上が1/3に落ち込んだ。
ヒッチェンズはダイアナの死後、「集団ヒステリーの爆発」の理由を問い、「イギリス国民が独特の冷静さを失い、メディアによって煽られたインチキ感傷の7日間に従事し、それが現れたと同時に消え去ったときにその薄弱さが示されたエピソード」であると述べている。ダイアナの葬儀をウィンストン・チャーチルの葬儀と比較して、ピーター・ヒッチェンズは、2つの歴史的出来事で「人々の自己規律と彼らの態度の違い」を観察し、チャーチルの葬儀ではより抑制されたが、ダイアナの葬儀では「非英語的」であったものとした。
一部の文化アナリストは同意しなかった。社会学者のデボラ・スタインバーグは、多くの英国人がダイアナを王室ではなく、社会の変化とより自由な社会と結びつけていると指摘し、「私はそれがヒステリーではなかったと思う。著名人の喪失は、他の問題の試金石になる可能性がある」と述べた。
2021年のApple TV+ドキュメンタリー番組The Me You Can't Seeでの出来事を振り返り、ダイアナの息子のハリー王子は、母親の死に対する大衆の反応の大きさに驚いたと語った。彼女の葬儀の日について、彼は言った：「私はただ歩いて、私に期待されていることをして、他の人が示していた感情の10分の1を示している。これは私の母でした、あなたは彼女に会ったことさえありません。

## 記念碑

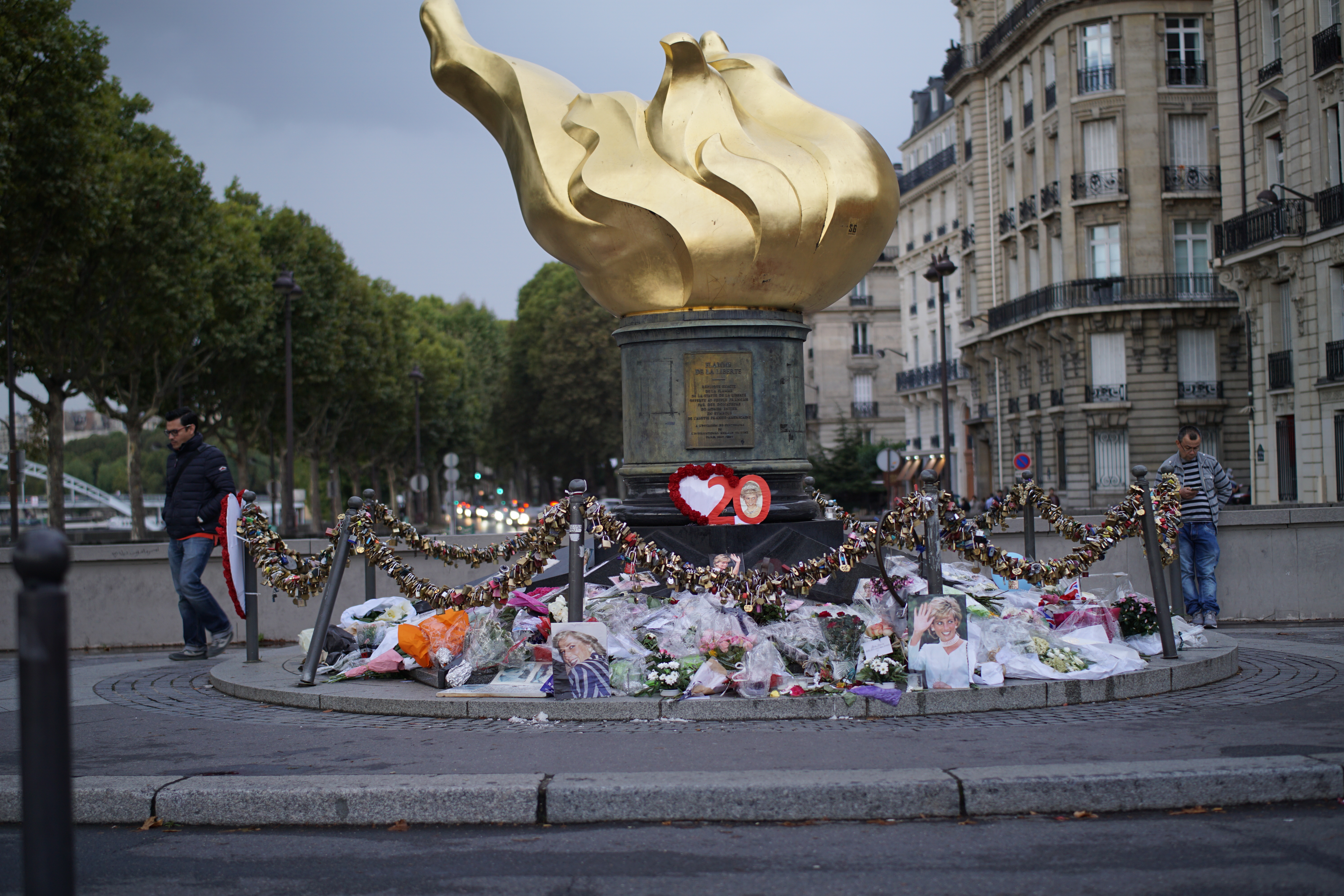
自由の炎 、彼女の死の 20 周年を記念した、フランスのパリにある非公式のダイアナ記念館。地面は花やその他の賛辞で覆われ、金網は愛の南京錠で覆われている。

彼女の死後数年間、多くの記念碑が依頼され、彼女に捧げられた。一時的な記念として、大衆はアルマ橋トンネルの近くにある記念碑、自由の女神像の米国へのフランス寄贈に関連する記念碑、 Flamme de la Liberté （自由の炎）を選んだ。悔やみのメッセージはその後削除され、ダイアナ妃の記念碑としての使用は中止されたが、その後2019年にダイアナスクエアとして整備され、訪問者は今でも彼女の記憶にメッセージを残している。 2004年7月6日にロンドンのハイドパークにある女王によって、恒久的な記念碑であるダイアナ妃記念噴水が開かれ 、続いてケンジントン宮殿のサンクン・ガーデンに彫像が建てられた（2021年7月1日）。
彼女の死後、ミレニアム・ドームの理事会のメンバーは、「たとえば、病院、企業、慈善団体、個人の住居、およびプリンセス ダイアナ センターと名付けられたすべてのものに対応するために」プロジェクトを作り直して拡張することを提案した。このアイデアは後に破棄された。

## 審問
英国の法律では、突然死または原因不明の死の場合、死因審問が義務付けられている。フランスの司法調査はすでに実施されていたが、6,000 ページの報告書は公表されなかった。ダイアナの死から6年後の 2004年1月6日、墜落事故の審問がロンドンで開かれ、女王一家の検死官であるマイケル・バージェスがおこなった。検視官はロンドン警視庁長官のジョン・スティーブンス卿に、死亡は事故ではなかったという臆測に応えて調査を依頼した。法医学者のアンジェラ・ギャロップは、法医学的証拠の調査を依頼された。警察の調査は、2006年12月のパジェット作戦でその調査結果を報告した。
2006年1月、スティーブンス卿はGMTVのインタビューで、この事件はかつて考えられていたよりもかなり複雑であると説明した。『サンデー・タイムズ』は 2006年1月29日に、事故時にパリにいたため、英国のシークレット・サービスのエージェントが反対尋問を受けたと書いている。多くのジャーナルで、これらのエージェントがアンリ・ポールからの血液検査を別の血液サンプルと交換した可能性があることが示唆された（ただし、これに関する証拠はまだ出ていない）。
ダイアナとアルファイドの死因審問は 2007年1月8日に開始され、デイムエリザベス バトラー スロスが、ダイアナの死因審問では女王の家庭の副検死官を務め、アルファイドの死因審問に関連してサリー州の副検死官補を務めた。バトラー・スロスはもともと陪審員なしで座ることを意図していた。この決定は後に、高等裁判所、および女王の家庭の検死官の管轄によって覆された。2007年4月24日、バトラー=スロスは辞任し、陪審員による死因審問に対処するのに必要な経験が不足していると述べた。死因審問の検視官の役割はスコット・ベイカー裁判官に移され、6月13日にインナー ウェスト ロンドンの検視官として正式にその役割を引き受けた。
2007年7月27日、ベーカーは、利害関係者の弁護士からの申し出を受けて、審問で取り上げられそうな問題のリストを発表したが、その多くはパジェット作戦で詳細に扱われたものであった。

1. アンリ・ポールの運転ミスが衝突の原因となったか、またはその一因となったかどうか。
2. アンリ・ポールの運転能力が飲酒や薬物によって損なわれていたかどうか。
3. フィアットウーノまたは他の車両が衝突を引き起こしたか、またはそれに寄与したかどうか。
4. パパラッチの行動が衝突の原因となったかどうか。
5. 道路／トンネルのレイアウトと構造が本質的に危険であったかどうか、もしそうなら、これが衝突の一因となったかどうか。
6. 明るい/点滅する光が衝突の原因となったかどうか、もしそうなら、その出所
7. ダイアナとドディ・アル・ファイドがリッツの裏口から出ること、およびアンリ・ポールが車を運転することは誰の決定か。
8. 1997年8月30日の午後7時から10時までのアンリ・ポールの動き
9. 1997年8月30日にアンリ・ポールが所持していたお金と彼の銀行口座の説明
10. ダイアナ妃が亡くなる前の週に彼女を追っていた写真家アンダンソンは、衝突の夜、パリにいたのかどうか
11. ダイアナがもっと早く病院に到着していたら、あるいは医療処置が違っていたら、ダイアナの命は救われたかどうか
12. ダイアナは妊娠していたかどうか
13. ダイアナとドディ・アル・ファイドは婚約を発表するところだったかどうか
14. ダイアナ妃が命の危険を感じたかどうか、またそのような状況であったならどのようなものか
15. 指輪の購入に関する状況
16. ダイアナの死体が防腐処理された状況
17.  リチャード・トムリンソン|トムリンソン]]の証拠が衝突事件に何らかの光を投げかけているかどうか
18. 英国や他のセキュリティサービスが衝突に関与していたかどうか
19. シェルオーの強盗事件やビッグ・ピクチャーズでの騒動に何か不吉なことがあったかどうか。

死因審問は 2007年10月2日に、6人の女性と 5人の男性からなる陪審員の宣誓をもって正式に開始された。ベイカー裁判官は、陪審員に一般的な指示を与え、証拠を紹介する長い冒頭陳述をおこなった。BBC は、息子とダイアナが王室によって殺害されたという主張を以前に繰り返したモハメド・アルファイドが、冒頭の声明を偏ったものとして即座に批判したと報告した。
審問では、リース・ジョーンズ、モハメド・アルファイド、ポール・バレル、ダイアナの継母、MI6の元責任者など、ダイアナと彼女の死につながる出来事に関係する人々から証拠を集めた。
ベイカー判事は、2008年3月31日に陪審員への総括を開始した。彼は陪審員に、「あなたと私、そしてダイアナとアルファイドが額に描かれた公のギャラリーの紳士以外は誰も証拠の言葉に目を通さなかった」と述べ、「証拠の断片はなかった」と結論付けた。ダイアナ妃の死がフィリップ殿下の命令か、治安機関の組織によるものであったことを示す証拠である。彼は 2008年4月2日水曜日に総括を締めくくった。要約後、陪審は5つの評決を検討した。つまり、後続の車両またはポールのいずれかまたは両方の過失による殺害である。陪審員は2008年4月7日、ダイアナが「後続の車 (パパラッチ)とメルセデスドライバーのアンリ・ポールの重大な過失」によって殺害されたと判断した。ウィリアム王子とハリー王子は声明を発表し、「彼らの評決に同意し、両方とも非常に感謝している」と述べた。モハメド・アルファイドはまた、評決を受け入れ、「ダイアナとドディが陰謀で殺害されたことを証明するための10年間のキャンペーンを放棄する」と述べた. 。
調査費用は1250万ポンドを超え、検視官の審問には450万ポンド、さらに警視庁の捜査に800万ポンドが費やされた。調査期間は6カ月、250人の証人の話を聞き、その費用はメディアで激しく批判された。

## 関連訴訟
1997年にダイアナとドディを追っていた 9人の写真家が、フランスで過失致死罪で起訴された。フランスの最高裁判所は2002年に起訴を取り下げた。
1997年8月31日に衝突を撮影した 3人の写真家は、写真を没収され、衝突した車の開いたドアから写真を撮ったというプライバシー侵害の罪で裁判にかけられた。「パパラッチ」の一部だった写真家は、2003 年に無罪となった。

## 陰謀論
フランスの最初の調査では、ダイアナが事故死したことが判明したが、いくつかの陰謀説が提起された。1998年2月以来、ドディの父親であるモハメド・アルファイドは、事故は陰謀の結果であると主張し 、その後、事故は王室の指示で MI6 によって画策されたと主張した。彼の主張は、フランスの司法調査とパジェット作戦によって却下された。2008年4月7日、ダイアナとドディの死に関するベイカー裁判官の尋問は、陪審員がヘンリー・ポールと後続の車両の運転手による「不法な殺害」の犠牲者であると結論付けて終了した。追加の要因は、「アルコールによるメルセデスのドライバーの判断力の障害」と「故人の死亡は、故人がシートベルトを着用していなかったという事実、メルセデスが車に衝突したという事実によって引き起こされた、または助長された」であった。何か他のものと衝突するのではなく、アルマトンネルの柱と衝突した。
2013年8月17日、スコットランドヤードは、ダイアナ妃が英国軍のメンバーによって殺害されたと主張する情報源からの情報の信憑性を調べていることを明らかにした 。

## メディア

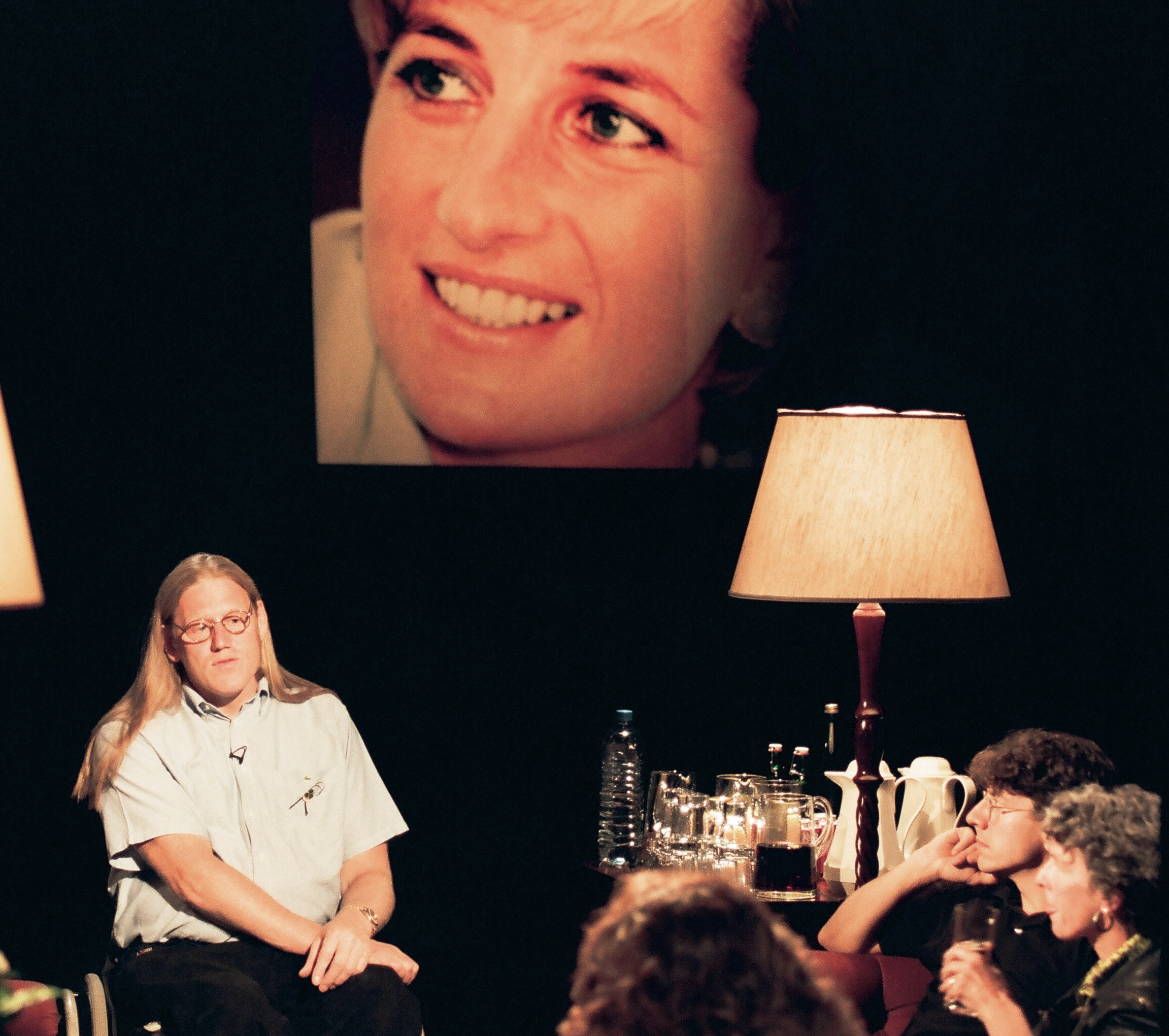
1997年9月13日にチャンネル 4で放送された– アフター・ダイアナ – 。

俳優のジョージ・クルーニーは、ダイアナの死後、いくつかのタブロイド紙やパパラッチ機関に批判的であった。タブロイド紙のいくつかは、爆発に続いてクルーニーをボイコットし、問題のタブロイド紙と写真エージェンシーに「彼の有名人のかなりの部分を負っていた」と述べた。
ダイアナは、BBCが後援した 2002年のイギリス国民の世論調査でウィンストン・チャーチル（1位、遠縁のいとこ）、イザムバード・キングダム・ブルネル（2位）に次いで3位にランクインし、以下チャールズ・ダーウィン（4位） 、 ウィリアム・シェイクスピア（5位）、アイザック・ニュートン（6位）と続いた。同年、英国の別の世論調査では、彼女の死がこの国の過去100年間で最も重要な出来事であるとされた。歴史家のニック・バレットは、この結果を「かなりショッキングな結果」であると批判した。
2004年後半、 CBSの『48 Hours』は、「4,000 ページのフランス政府報告書の一部」であった墜落現場の写真を放送した。彼らは、ベンツの無傷の後部側面と中央部分を示した。これには、右の助手席に背を向けて後部床にしゃがみ、外傷のないダイアナの写真が含まれていた。右リアドアは全開であった。これらの写真の公開は、ダイアナのプライバシーが侵害されていると感じられた英国ではあまり受け入れられなかった。バッキンガム宮殿、首相のトニー・ブレア、ダイアナ妃の兄弟はこの行動を非難したが、CBSはその決定を擁護し、写真は「ジャーナリズムの文脈に置かれている – 墜落直後のダイアナ妃に施された治療の検査」であると述べた。
2006年7月13日、イタリアの雑誌『Chi』は、自動車事故の残骸の中でダイアナを写した写真を掲載した。そのような写真の公開に対する非公式のブラックアウトにもかかわらず、写真は公開された。『Chi』の編集者は、単に写真を公開したのは、以前に見たことがなく、その画像がダイアナの記憶に無礼ではないと感じたからだと言って、その決定を擁護した。
英国の新聞『デイリー・エクスプレス』は、ダイアナの死後も報道を継続したことで批判された。 2006年の『ガーディアン』の報道によると、同紙は最近の多くのニュース記事で、「おそらくダイアナはシートベルトを着用すべきだった」、「ダイアナ捜査局長の秘密が盗まれた」などの見出しで彼女に言及していたことを示した。
ダイアナの死から葬儀までの出来事は、2006年に『クィーン』という題名で映画化された。同作は英国と王室に詳しいスティーヴン・フリアーズが監督を務め、エリザベス2世を演じたヘレン・ミレンはアカデミー主演女優賞を受賞した。

### インターネットの反応
ダイアナの死は、先進国でのインターネットの使用が活況を呈していた時期に発生し、いくつかの全国紙と少なくとも 1 つの英国の地方紙がすでにオンラインニュースサービスを開始していた。 BBCニュースは 1997 年の早い時期に総選挙のオンライン報道を開始し 、ダイアナの死がもたらした大衆とメディアの広範な注目の結果として、BBC ニュースはダイアナの死とその出来事のニュース報道を特徴とするウェブサイトを迅速に作成した。ダイアナの死により、BBC ニュースの関係者はオンラインのニュースサービスの重要性を認識し、その年の 11月4日に完全なBBCニュース・オンラインが開始され、11月9日に BBCのローリングニュースチャンネルBBC ニュース24が開始された。。